# Новое Поле (деревня, Минская область)
Но́вое По́ле (бел. Новае Поле) — деревня в Минском районе Минской области Белоруссии. Входит в состав Горанского сельсовета

## География
Расположена в крайней западной части района чуть восточнее пересечения трасс М6 и М14.
К северо-востоку от деревни находится бывший сельскохозяйственный производственно-складской комплекс.

## История
В 1921—1939 годах здесь проходила граница с Польшей, а на месте деревни находился польский пограничный кордон. Затем до 1960 года здесь была граница Минской и Молодечненской областей. Деревня основана в послевоенное время.

## Население
| Год  | Численность | Численность |
| ---- | ----------- | ----------- |
| 1999 | 49          |             |
| 2009 | 37          | [ 8 ]       |
| 2019 | 0           | [ 1 ]       |